# Christian Ludwig Seehas
Christian Ludwig Seehas (* 8. Oktober 1753 in Schwerin; † 26. Juli 1802 ebenda) war ein deutscher Maler, später war er Hofmaler der Herzöge zu Mecklenburg [-Schwerin].

## Leben
Seehas war Schüler des bekannten Hofmaler Georg David Matthieu (1737–1778), doch dieses Verhältnis gestaltete sich zwischen beiden nicht gerade harmonisch. Aus diesem Grund studierte Seehas an der Dresdner Kunstakademie weiter und schloss seine Ausbildung mit Auszeichnung ab. Kurz darauf ging er nach Wien, wo er unter anderem den Komponisten Joseph Haydn porträtierte. Zwischen 1786 und 1790 studierte Seehas in Italien die alten Meister. Zurück am Hof in Ludwigslust wurde Seehas Nachfolger von Christoph Lisiewsky als Hofmaler und schuf eine Fülle von Porträts der herzoglichen Familie. Er war der letzte Hofmaler, nach seinem Tod wurde die Stelle nicht wieder besetzt. Er war Mitglied der Dresdner Freimaurerloge Zum goldenen Apfel.

## Werke

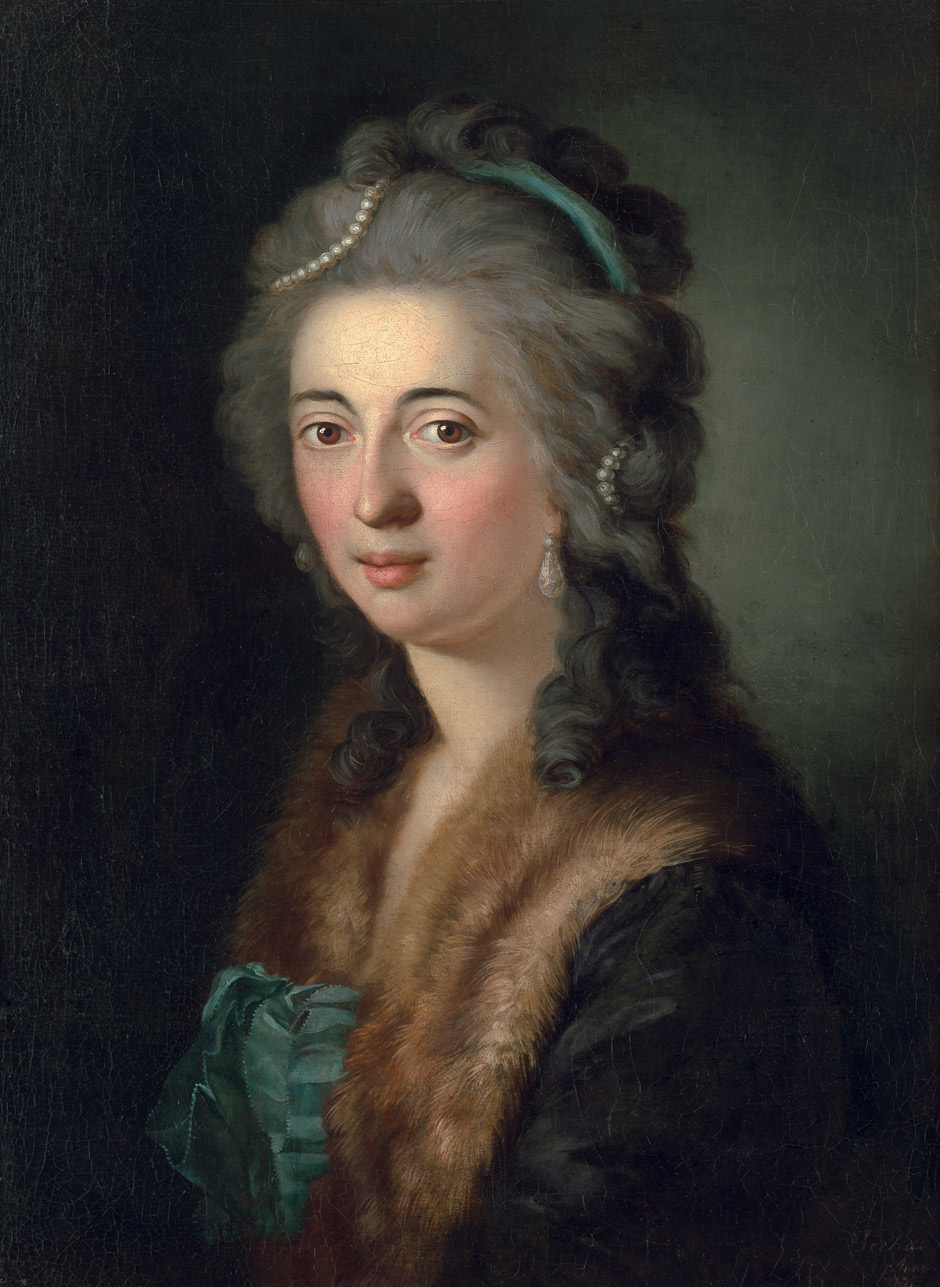
Damenportrait, 1778
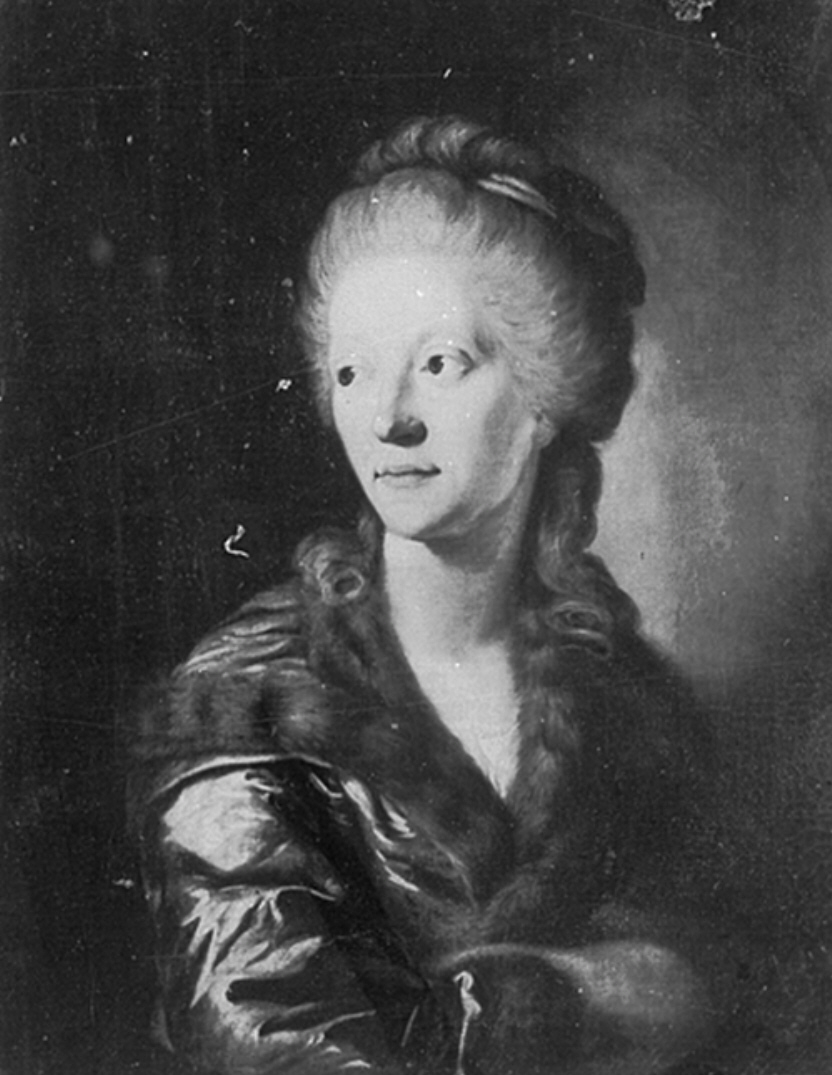
Frauenbildnis, Gemäldegalerie Alte Meister, Dresden
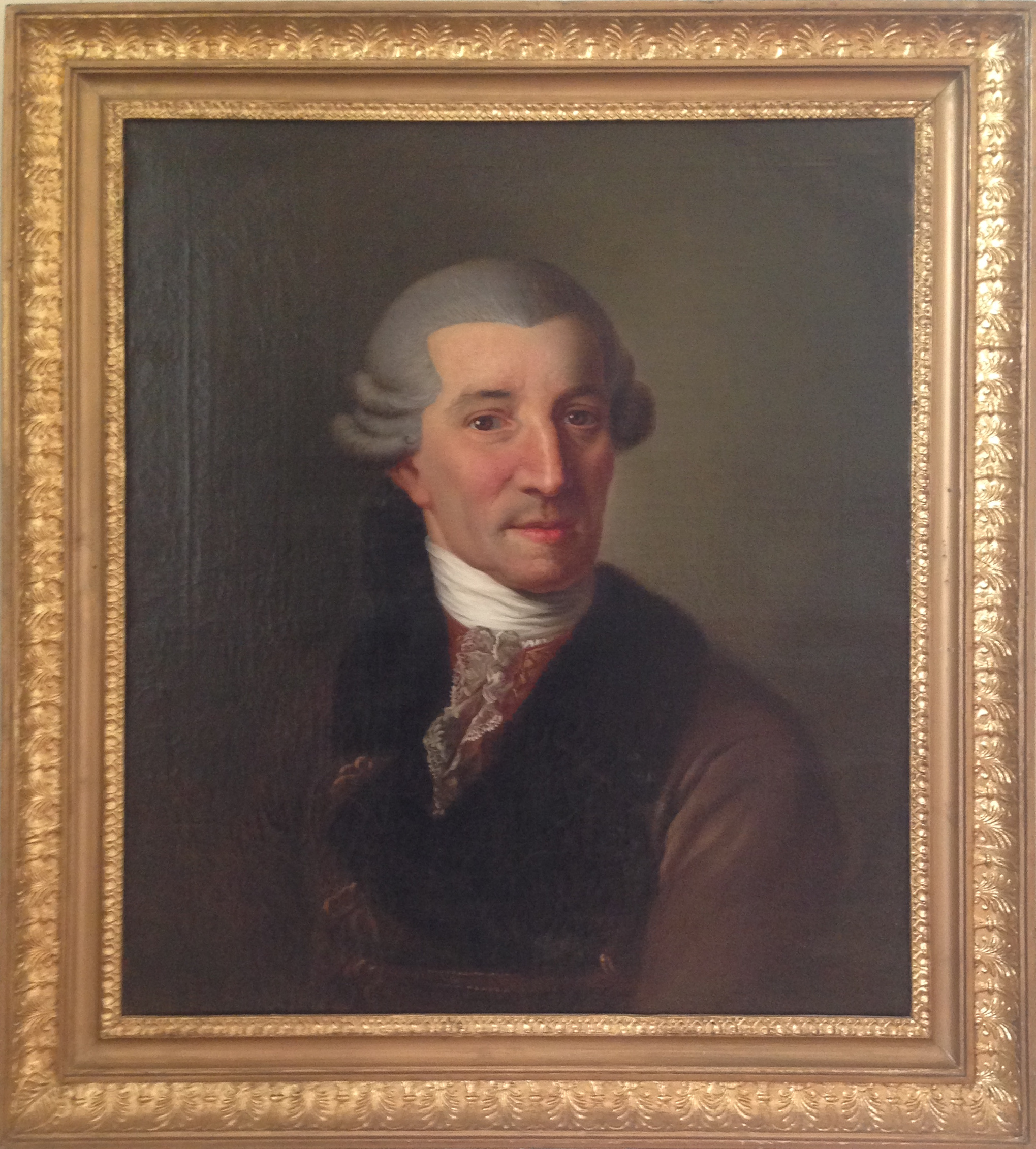
Porträt Joseph Haydns
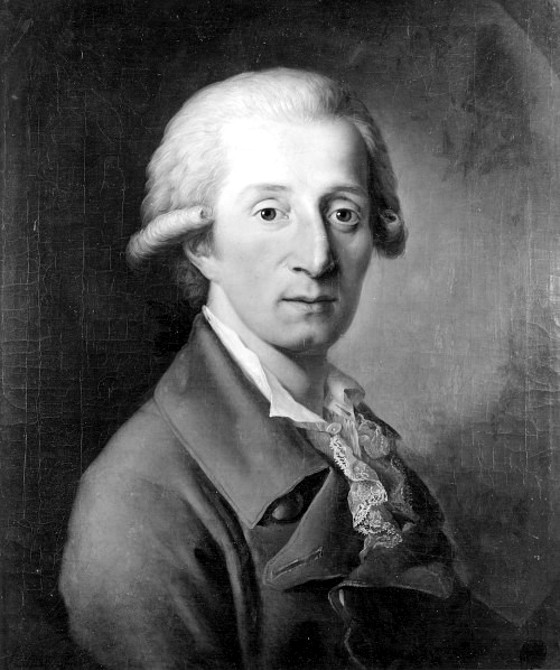
Porträt Franz Anton Hoffmeisters
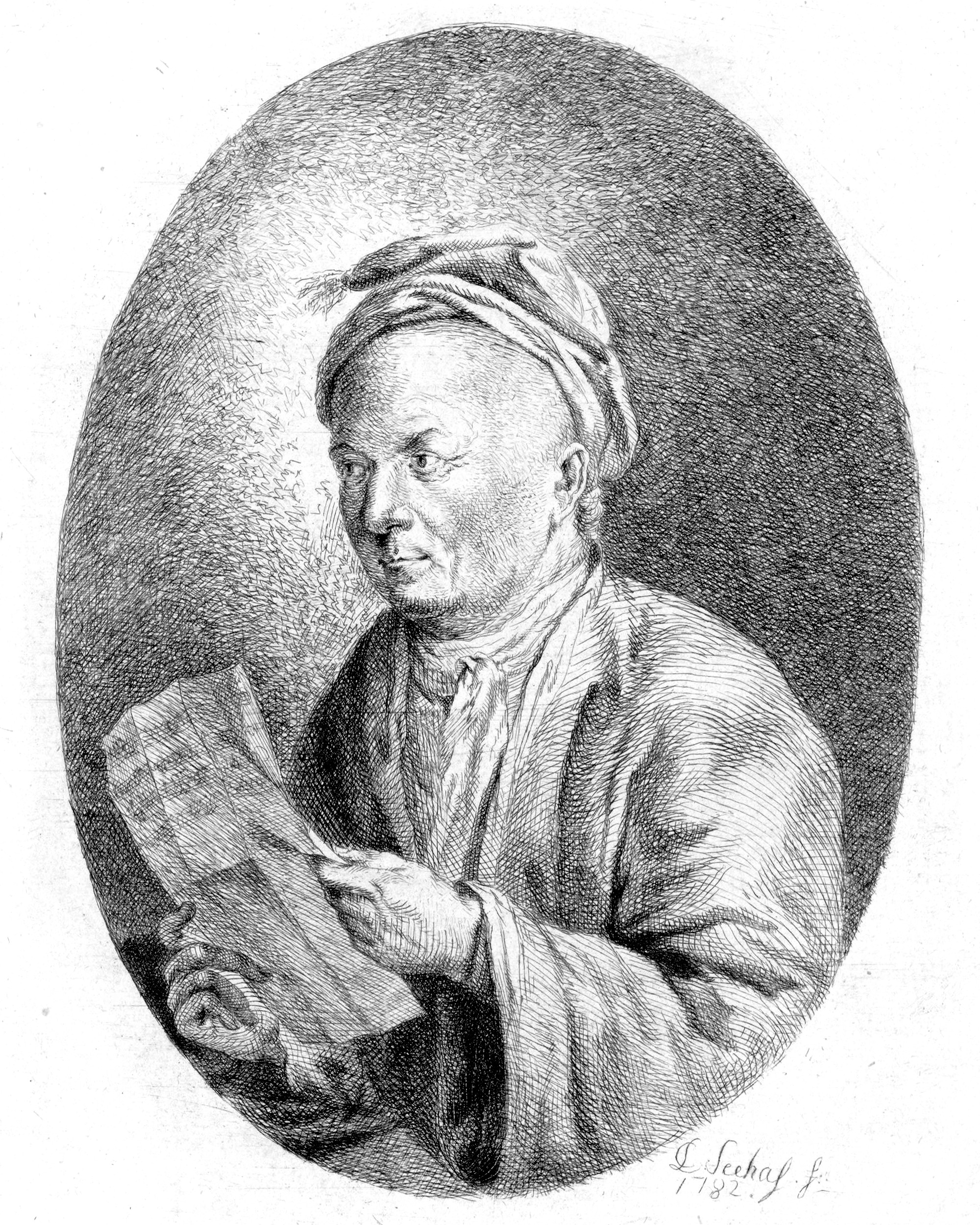
Porträt von Gottfried August Homilius
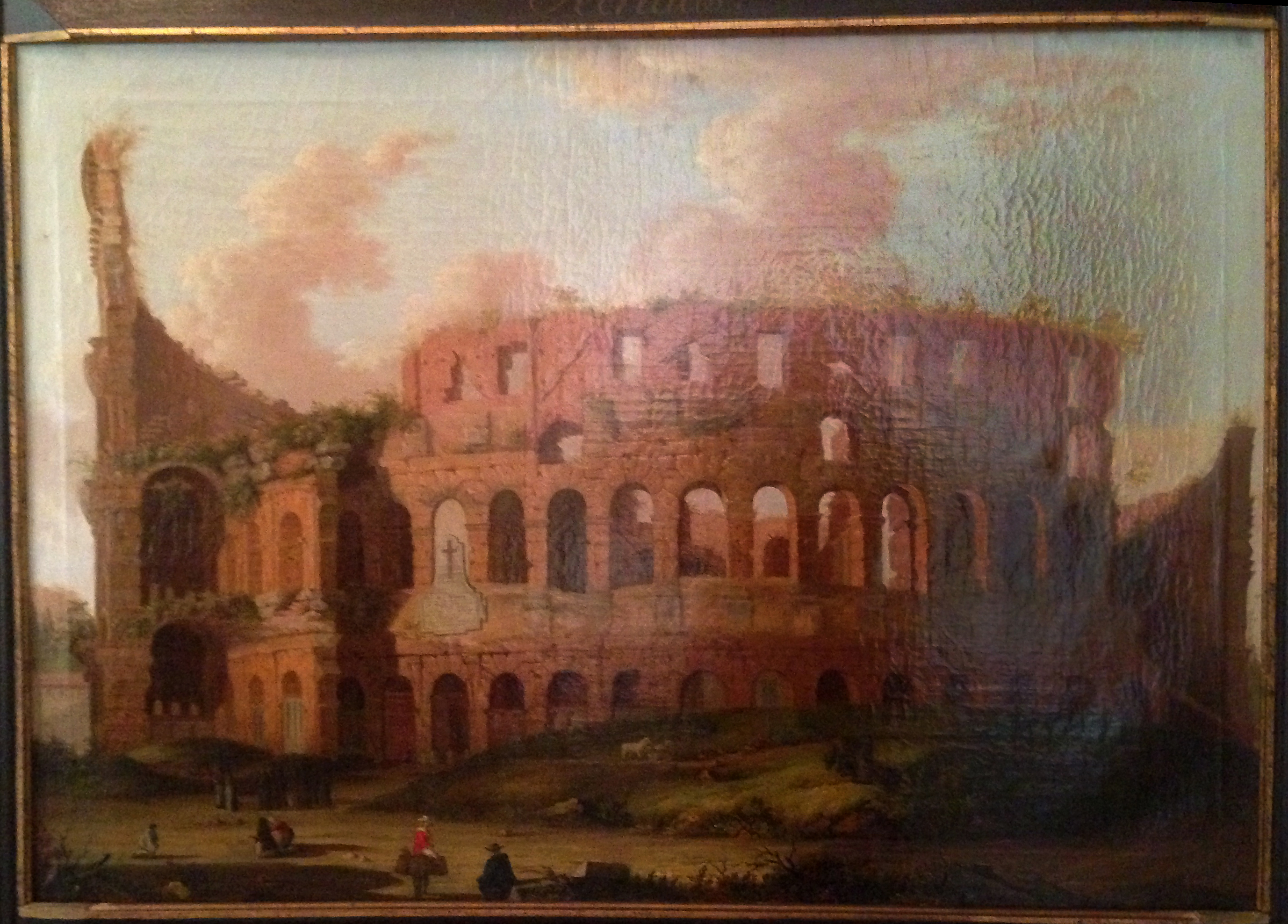
Das Kolosseum in Rom, 1789